# Bandstjärtad nattskärra
Bandstjärtad nattskärra (Nyctiprogne leucopyga) är en fågel i familjen nattskärror.

## Utseende
Bandstjärtad nattskärra är en liten och mörk nattskärra som med sina spetsiga vingar mest liknar falknattskärror i släktet Chordeiles. Den skiljer sig dock genom mer svallik profil och rätt lång stjärt. Noterbart är även ett vitt band tvärs över stjärten och avsaknad av vitt i vingen. 

## Utbredning och systematik
Den bandstjärtade nattskärran delas in i fem underarter fördelade i två grupper med följande utbredning:
- leucopyga-gruppen
  - N. l. pallida – tropiska nordöstra Colombia till centrala Venezuela
  - N. l. leucopyga – från östra Venezuela till Guyana och norra Brasilien
  - N. l. exigua – tropiska östra Colombia och södra Venezuela
  - N. l. majuscula – nordöstra Peru till östra Bolivia och centrala Brasilien
- N. l. latifascia – nordöstra Peru österut till Venezuela och centrala Brasilien

## Levnadssätt
Bandstjärtad nattskärra hittas vanligen nära vatten i skog och savann, ibland i större grupper. Den tenderar att inte flyga särskilt högt upp.

## Status och hot
Arten har ett stort utbredningsområde, men tros minska i antal, dock inte tillräckligt kraftigt för att den ska betraktas som hotad. Internationella naturvårdsunionen IUCN listar arten som livskraftig (LC).